# Ligue des champions de l'AFC 2015
Navigation
Édition précédente Édition suivante
La Ligue des champions de l'AFC 2015 est la 34e édition de la plus prestigieuse des compétitions inter-clubs asiatiques, la 13e sous le nom de Ligue des champions. Elle oppose les meilleurs clubs d'Asie qui se sont illustrés dans leurs championnats respectifs la saison précédente. Le vainqueur de cette compétition participe à la Coupe du monde des clubs 2015.
C'est le club chinois de Guangzhou Evergrande qui remporte la compétition après avoir battu la formation émiratie d'Al-Ahli Dubaï en finale. Il s'agit du second titre pour le club (après le sacre de 2013) alors qu'Al-Ahli participe là à sa première finale continentale. L'attaquant brésilien de Guangzhou Ricardo Goulart est sacré meilleur joueur et meilleur buteur de la compétition avec huit réalisations.

## Participants
La confédération asiatique a d’abord défini des critères que les associations membres doivent respecter pour pouvoir envoyer leurs clubs dans la compétition continentale. Ces critères reposent notamment sur la professionnalisation des clubs, l'état des stades et des infrastructures, l’organisation du championnat local et l'affluence. Selon le degré de respect de ces critères, l'AFC accorde un nombre précis de places aux associations, qui peut aller de quatre places qualificatives pour la phase de groupes et/ou les barrages à aucune si les critères ne sont atteints en aucun point. L'Iraq, la Syrie, et le Liban sont exclus de la compétition pour n'avoir pas rempli les exigences de l'AFC.
11 fédérations obtiennent une ou plusieurs places en phase de groupes. L'AFC conserve le format des barrages sur trois tours instauré en 2014, permettant à de nombreuses fédérations de pouvoir qualifier des équipes par le biais de leur championnat. Il y a ainsi 49 clubs issus de 21 pays inscrits à cette édition 2015 de la Ligue des champions.
| Phase de groupes | Phase de groupes | Phase de groupes | Phase de groupes | Phase de groupes | Phase de groupes | Phase de groupes | Phase de groupes | Phase de groupes | Phase de groupes | Phase de groupes | Phase de groupes | Phase de groupes | Phase de groupes | Phase de groupes | Phase de groupes |
| Asie de l'ouest | Asie de l'ouest | Asie de l'ouest | Asie de l'ouest | Asie de l'ouest | Asie de l'ouest | Asie de l'ouest | Asie de l'ouest | Asie de l'est | Asie de l'est | Asie de l'est | Asie de l'est | Asie de l'est | Asie de l'est | Asie de l'est | Asie de l'est |
| --- | --- | --- | --- | --- | --- | --- | --- | --- | --- | --- | --- | --- | --- | --- | --- |
| - Al Nasr Riyad Champion d'Arabie saoudite en 2013-2014 - Al-Shabab Riyad Vainqueur de la coupe d'Arabie saoudite 2014 - Al-Hilal 2e d'Arabie saoudite en 2013-2014 - Foolad Champion d'Iran en 2013-2014 - Teraktor Sazi Vainqueur de la coupe d'Iran 2014 - Persépolis Téhéran 2e d'Iran en 2013-2014 - Pakhtakor Tachkent Champion d'Ouzbékistan en 2014 - Lokomotiv Tachkent 2e d'Ouzbékistan en 2014 et Vainqueur de la coupe d'Ouzbékistan 2014 - Nasaf Qarshi 3e d'Ouzbékistan en 2014 - Al-Ahli Dubaï Champion des Émirats arabes unis en 2013-2014 - Al Ain Club Vainqueur de la coupe des Émirats arabes unis 2014 - Lekhwiya Champion du Qatar en 2013-2014 | - Al Nasr Riyad Champion d'Arabie saoudite en 2013-2014 - Al-Shabab Riyad Vainqueur de la coupe d'Arabie saoudite 2014 - Al-Hilal 2e d'Arabie saoudite en 2013-2014 - Foolad Champion d'Iran en 2013-2014 - Teraktor Sazi Vainqueur de la coupe d'Iran 2014 - Persépolis Téhéran 2e d'Iran en 2013-2014 - Pakhtakor Tachkent Champion d'Ouzbékistan en 2014 - Lokomotiv Tachkent 2e d'Ouzbékistan en 2014 et Vainqueur de la coupe d'Ouzbékistan 2014 - Nasaf Qarshi 3e d'Ouzbékistan en 2014 - Al-Ahli Dubaï Champion des Émirats arabes unis en 2013-2014 - Al Ain Club Vainqueur de la coupe des Émirats arabes unis 2014 - Lekhwiya Champion du Qatar en 2013-2014 | - Al Nasr Riyad Champion d'Arabie saoudite en 2013-2014 - Al-Shabab Riyad Vainqueur de la coupe d'Arabie saoudite 2014 - Al-Hilal 2e d'Arabie saoudite en 2013-2014 - Foolad Champion d'Iran en 2013-2014 - Teraktor Sazi Vainqueur de la coupe d'Iran 2014 - Persépolis Téhéran 2e d'Iran en 2013-2014 - Pakhtakor Tachkent Champion d'Ouzbékistan en 2014 - Lokomotiv Tachkent 2e d'Ouzbékistan en 2014 et Vainqueur de la coupe d'Ouzbékistan 2014 - Nasaf Qarshi 3e d'Ouzbékistan en 2014 - Al-Ahli Dubaï Champion des Émirats arabes unis en 2013-2014 - Al Ain Club Vainqueur de la coupe des Émirats arabes unis 2014 - Lekhwiya Champion du Qatar en 2013-2014 | - Al Nasr Riyad Champion d'Arabie saoudite en 2013-2014 - Al-Shabab Riyad Vainqueur de la coupe d'Arabie saoudite 2014 - Al-Hilal 2e d'Arabie saoudite en 2013-2014 - Foolad Champion d'Iran en 2013-2014 - Teraktor Sazi Vainqueur de la coupe d'Iran 2014 - Persépolis Téhéran 2e d'Iran en 2013-2014 - Pakhtakor Tachkent Champion d'Ouzbékistan en 2014 - Lokomotiv Tachkent 2e d'Ouzbékistan en 2014 et Vainqueur de la coupe d'Ouzbékistan 2014 - Nasaf Qarshi 3e d'Ouzbékistan en 2014 - Al-Ahli Dubaï Champion des Émirats arabes unis en 2013-2014 - Al Ain Club Vainqueur de la coupe des Émirats arabes unis 2014 - Lekhwiya Champion du Qatar en 2013-2014 | - Al Nasr Riyad Champion d'Arabie saoudite en 2013-2014 - Al-Shabab Riyad Vainqueur de la coupe d'Arabie saoudite 2014 - Al-Hilal 2e d'Arabie saoudite en 2013-2014 - Foolad Champion d'Iran en 2013-2014 - Teraktor Sazi Vainqueur de la coupe d'Iran 2014 - Persépolis Téhéran 2e d'Iran en 2013-2014 - Pakhtakor Tachkent Champion d'Ouzbékistan en 2014 - Lokomotiv Tachkent 2e d'Ouzbékistan en 2014 et Vainqueur de la coupe d'Ouzbékistan 2014 - Nasaf Qarshi 3e d'Ouzbékistan en 2014 - Al-Ahli Dubaï Champion des Émirats arabes unis en 2013-2014 - Al Ain Club Vainqueur de la coupe des Émirats arabes unis 2014 - Lekhwiya Champion du Qatar en 2013-2014 | - Al Nasr Riyad Champion d'Arabie saoudite en 2013-2014 - Al-Shabab Riyad Vainqueur de la coupe d'Arabie saoudite 2014 - Al-Hilal 2e d'Arabie saoudite en 2013-2014 - Foolad Champion d'Iran en 2013-2014 - Teraktor Sazi Vainqueur de la coupe d'Iran 2014 - Persépolis Téhéran 2e d'Iran en 2013-2014 - Pakhtakor Tachkent Champion d'Ouzbékistan en 2014 - Lokomotiv Tachkent 2e d'Ouzbékistan en 2014 et Vainqueur de la coupe d'Ouzbékistan 2014 - Nasaf Qarshi 3e d'Ouzbékistan en 2014 - Al-Ahli Dubaï Champion des Émirats arabes unis en 2013-2014 - Al Ain Club Vainqueur de la coupe des Émirats arabes unis 2014 - Lekhwiya Champion du Qatar en 2013-2014 | - Al Nasr Riyad Champion d'Arabie saoudite en 2013-2014 - Al-Shabab Riyad Vainqueur de la coupe d'Arabie saoudite 2014 - Al-Hilal 2e d'Arabie saoudite en 2013-2014 - Foolad Champion d'Iran en 2013-2014 - Teraktor Sazi Vainqueur de la coupe d'Iran 2014 - Persépolis Téhéran 2e d'Iran en 2013-2014 - Pakhtakor Tachkent Champion d'Ouzbékistan en 2014 - Lokomotiv Tachkent 2e d'Ouzbékistan en 2014 et Vainqueur de la coupe d'Ouzbékistan 2014 - Nasaf Qarshi 3e d'Ouzbékistan en 2014 - Al-Ahli Dubaï Champion des Émirats arabes unis en 2013-2014 - Al Ain Club Vainqueur de la coupe des Émirats arabes unis 2014 - Lekhwiya Champion du Qatar en 2013-2014 | - Al Nasr Riyad Champion d'Arabie saoudite en 2013-2014 - Al-Shabab Riyad Vainqueur de la coupe d'Arabie saoudite 2014 - Al-Hilal 2e d'Arabie saoudite en 2013-2014 - Foolad Champion d'Iran en 2013-2014 - Teraktor Sazi Vainqueur de la coupe d'Iran 2014 - Persépolis Téhéran 2e d'Iran en 2013-2014 - Pakhtakor Tachkent Champion d'Ouzbékistan en 2014 - Lokomotiv Tachkent 2e d'Ouzbékistan en 2014 et Vainqueur de la coupe d'Ouzbékistan 2014 - Nasaf Qarshi 3e d'Ouzbékistan en 2014 - Al-Ahli Dubaï Champion des Émirats arabes unis en 2013-2014 - Al Ain Club Vainqueur de la coupe des Émirats arabes unis 2014 - Lekhwiya Champion du Qatar en 2013-2014 | - Jeonbuk Hyundai Motors Champion de Corée du Sud en 2014 - Seongnam Vainqueur de la coupe de Corée du Sud 2014 - Suwon Samsung Bluewings 2e de Corée du Sud en 2014 - Gamba Osaka Champion du Japon en 2014 - Urawa Red Diamonds 2e du Japon en 2014 - Kashima Antlers 3e du Japon en 2014 - Brisbane Roar Premier de la saison régulière d'Australie en 2013-2014 - Western Sydney Wanderers 2e de la saison régulière d'Australie en 2013-2014 - Guangzhou Evergrande Champion de Chine en 2014 - Shandong Luneng Taishan Vainqueur de la coupe de Chine 2014 - Buriram United Champion de Thaïlande en 2014 - Becamex Bình Dương FC Champion du Viêt Nam en 2014 | - Jeonbuk Hyundai Motors Champion de Corée du Sud en 2014 - Seongnam Vainqueur de la coupe de Corée du Sud 2014 - Suwon Samsung Bluewings 2e de Corée du Sud en 2014 - Gamba Osaka Champion du Japon en 2014 - Urawa Red Diamonds 2e du Japon en 2014 - Kashima Antlers 3e du Japon en 2014 - Brisbane Roar Premier de la saison régulière d'Australie en 2013-2014 - Western Sydney Wanderers 2e de la saison régulière d'Australie en 2013-2014 - Guangzhou Evergrande Champion de Chine en 2014 - Shandong Luneng Taishan Vainqueur de la coupe de Chine 2014 - Buriram United Champion de Thaïlande en 2014 - Becamex Bình Dương FC Champion du Viêt Nam en 2014 | - Jeonbuk Hyundai Motors Champion de Corée du Sud en 2014 - Seongnam Vainqueur de la coupe de Corée du Sud 2014 - Suwon Samsung Bluewings 2e de Corée du Sud en 2014 - Gamba Osaka Champion du Japon en 2014 - Urawa Red Diamonds 2e du Japon en 2014 - Kashima Antlers 3e du Japon en 2014 - Brisbane Roar Premier de la saison régulière d'Australie en 2013-2014 - Western Sydney Wanderers 2e de la saison régulière d'Australie en 2013-2014 - Guangzhou Evergrande Champion de Chine en 2014 - Shandong Luneng Taishan Vainqueur de la coupe de Chine 2014 - Buriram United Champion de Thaïlande en 2014 - Becamex Bình Dương FC Champion du Viêt Nam en 2014 | - Jeonbuk Hyundai Motors Champion de Corée du Sud en 2014 - Seongnam Vainqueur de la coupe de Corée du Sud 2014 - Suwon Samsung Bluewings 2e de Corée du Sud en 2014 - Gamba Osaka Champion du Japon en 2014 - Urawa Red Diamonds 2e du Japon en 2014 - Kashima Antlers 3e du Japon en 2014 - Brisbane Roar Premier de la saison régulière d'Australie en 2013-2014 - Western Sydney Wanderers 2e de la saison régulière d'Australie en 2013-2014 - Guangzhou Evergrande Champion de Chine en 2014 - Shandong Luneng Taishan Vainqueur de la coupe de Chine 2014 - Buriram United Champion de Thaïlande en 2014 - Becamex Bình Dương FC Champion du Viêt Nam en 2014 | - Jeonbuk Hyundai Motors Champion de Corée du Sud en 2014 - Seongnam Vainqueur de la coupe de Corée du Sud 2014 - Suwon Samsung Bluewings 2e de Corée du Sud en 2014 - Gamba Osaka Champion du Japon en 2014 - Urawa Red Diamonds 2e du Japon en 2014 - Kashima Antlers 3e du Japon en 2014 - Brisbane Roar Premier de la saison régulière d'Australie en 2013-2014 - Western Sydney Wanderers 2e de la saison régulière d'Australie en 2013-2014 - Guangzhou Evergrande Champion de Chine en 2014 - Shandong Luneng Taishan Vainqueur de la coupe de Chine 2014 - Buriram United Champion de Thaïlande en 2014 - Becamex Bình Dương FC Champion du Viêt Nam en 2014 | - Jeonbuk Hyundai Motors Champion de Corée du Sud en 2014 - Seongnam Vainqueur de la coupe de Corée du Sud 2014 - Suwon Samsung Bluewings 2e de Corée du Sud en 2014 - Gamba Osaka Champion du Japon en 2014 - Urawa Red Diamonds 2e du Japon en 2014 - Kashima Antlers 3e du Japon en 2014 - Brisbane Roar Premier de la saison régulière d'Australie en 2013-2014 - Western Sydney Wanderers 2e de la saison régulière d'Australie en 2013-2014 - Guangzhou Evergrande Champion de Chine en 2014 - Shandong Luneng Taishan Vainqueur de la coupe de Chine 2014 - Buriram United Champion de Thaïlande en 2014 - Becamex Bình Dương FC Champion du Viêt Nam en 2014 | - Jeonbuk Hyundai Motors Champion de Corée du Sud en 2014 - Seongnam Vainqueur de la coupe de Corée du Sud 2014 - Suwon Samsung Bluewings 2e de Corée du Sud en 2014 - Gamba Osaka Champion du Japon en 2014 - Urawa Red Diamonds 2e du Japon en 2014 - Kashima Antlers 3e du Japon en 2014 - Brisbane Roar Premier de la saison régulière d'Australie en 2013-2014 - Western Sydney Wanderers 2e de la saison régulière d'Australie en 2013-2014 - Guangzhou Evergrande Champion de Chine en 2014 - Shandong Luneng Taishan Vainqueur de la coupe de Chine 2014 - Buriram United Champion de Thaïlande en 2014 - Becamex Bình Dương FC Champion du Viêt Nam en 2014 | - Jeonbuk Hyundai Motors Champion de Corée du Sud en 2014 - Seongnam Vainqueur de la coupe de Corée du Sud 2014 - Suwon Samsung Bluewings 2e de Corée du Sud en 2014 - Gamba Osaka Champion du Japon en 2014 - Urawa Red Diamonds 2e du Japon en 2014 - Kashima Antlers 3e du Japon en 2014 - Brisbane Roar Premier de la saison régulière d'Australie en 2013-2014 - Western Sydney Wanderers 2e de la saison régulière d'Australie en 2013-2014 - Guangzhou Evergrande Champion de Chine en 2014 - Shandong Luneng Taishan Vainqueur de la coupe de Chine 2014 - Buriram United Champion de Thaïlande en 2014 - Becamex Bình Dương FC Champion du Viêt Nam en 2014 |
| Troisième tour des barrages | | | | | | | | | | | | | | | |
| - Al-Ahli 3e d'Arabie saoudite en 2013-2014 - Naft Téhéran 3e d'Iran en 2013-2014 - Bunyodkor 4e d'Ouzbékistan en 2014 - Al-Wahda 2e des Émirats arabes unis - Al-Jazira 3e des Émirats arabes unis | - Al-Ahli 3e d'Arabie saoudite en 2013-2014 - Naft Téhéran 3e d'Iran en 2013-2014 - Bunyodkor 4e d'Ouzbékistan en 2014 - Al-Wahda 2e des Émirats arabes unis - Al-Jazira 3e des Émirats arabes unis | - Al-Ahli 3e d'Arabie saoudite en 2013-2014 - Naft Téhéran 3e d'Iran en 2013-2014 - Bunyodkor 4e d'Ouzbékistan en 2014 - Al-Wahda 2e des Émirats arabes unis - Al-Jazira 3e des Émirats arabes unis | - Al-Ahli 3e d'Arabie saoudite en 2013-2014 - Naft Téhéran 3e d'Iran en 2013-2014 - Bunyodkor 4e d'Ouzbékistan en 2014 - Al-Wahda 2e des Émirats arabes unis - Al-Jazira 3e des Émirats arabes unis | - Al-Ahli 3e d'Arabie saoudite en 2013-2014 - Naft Téhéran 3e d'Iran en 2013-2014 - Bunyodkor 4e d'Ouzbékistan en 2014 - Al-Wahda 2e des Émirats arabes unis - Al-Jazira 3e des Émirats arabes unis | - Al-Ahli 3e d'Arabie saoudite en 2013-2014 - Naft Téhéran 3e d'Iran en 2013-2014 - Bunyodkor 4e d'Ouzbékistan en 2014 - Al-Wahda 2e des Émirats arabes unis - Al-Jazira 3e des Émirats arabes unis | - Al-Ahli 3e d'Arabie saoudite en 2013-2014 - Naft Téhéran 3e d'Iran en 2013-2014 - Bunyodkor 4e d'Ouzbékistan en 2014 - Al-Wahda 2e des Émirats arabes unis - Al-Jazira 3e des Émirats arabes unis | - Al-Ahli 3e d'Arabie saoudite en 2013-2014 - Naft Téhéran 3e d'Iran en 2013-2014 - Bunyodkor 4e d'Ouzbékistan en 2014 - Al-Wahda 2e des Émirats arabes unis - Al-Jazira 3e des Émirats arabes unis | - Football Club Séoul 3e de Corée du Sud en 2014 - Kashiwa Reysol 4e du Japon en 2014 - Central Coast Mariners 3e de la saison régulière d'Australie en 2013-2014 - Beijing Guoan 2e de Chine en 2014 | - Football Club Séoul 3e de Corée du Sud en 2014 - Kashiwa Reysol 4e du Japon en 2014 - Central Coast Mariners 3e de la saison régulière d'Australie en 2013-2014 - Beijing Guoan 2e de Chine en 2014 | - Football Club Séoul 3e de Corée du Sud en 2014 - Kashiwa Reysol 4e du Japon en 2014 - Central Coast Mariners 3e de la saison régulière d'Australie en 2013-2014 - Beijing Guoan 2e de Chine en 2014 | - Football Club Séoul 3e de Corée du Sud en 2014 - Kashiwa Reysol 4e du Japon en 2014 - Central Coast Mariners 3e de la saison régulière d'Australie en 2013-2014 - Beijing Guoan 2e de Chine en 2014 | - Football Club Séoul 3e de Corée du Sud en 2014 - Kashiwa Reysol 4e du Japon en 2014 - Central Coast Mariners 3e de la saison régulière d'Australie en 2013-2014 - Beijing Guoan 2e de Chine en 2014 | - Football Club Séoul 3e de Corée du Sud en 2014 - Kashiwa Reysol 4e du Japon en 2014 - Central Coast Mariners 3e de la saison régulière d'Australie en 2013-2014 - Beijing Guoan 2e de Chine en 2014 | - Football Club Séoul 3e de Corée du Sud en 2014 - Kashiwa Reysol 4e du Japon en 2014 - Central Coast Mariners 3e de la saison régulière d'Australie en 2013-2014 - Beijing Guoan 2e de Chine en 2014 | - Football Club Séoul 3e de Corée du Sud en 2014 - Kashiwa Reysol 4e du Japon en 2014 - Central Coast Mariners 3e de la saison régulière d'Australie en 2013-2014 - Beijing Guoan 2e de Chine en 2014 |
| Deuxième tour des barrages | | | | | | | | | | | | | | | |
| - Al Sadd SC Vainqueur de la coupe du Qatar 2014 - El Jaish SC 2e du Qatar en 2013-2014 - Qadsia Sporting Club Champion du Koweït en 2013-2014 - Al-Weehdat Champion de Jordanie en 2013-2014 - Al Nahda Champion d'Oman en 2013-2014 - Riffa Club Champion du Bahreïn en 2013-2014 | - Al Sadd SC Vainqueur de la coupe du Qatar 2014 - El Jaish SC 2e du Qatar en 2013-2014 - Qadsia Sporting Club Champion du Koweït en 2013-2014 - Al-Weehdat Champion de Jordanie en 2013-2014 - Al Nahda Champion d'Oman en 2013-2014 - Riffa Club Champion du Bahreïn en 2013-2014 | - Al Sadd SC Vainqueur de la coupe du Qatar 2014 - El Jaish SC 2e du Qatar en 2013-2014 - Qadsia Sporting Club Champion du Koweït en 2013-2014 - Al-Weehdat Champion de Jordanie en 2013-2014 - Al Nahda Champion d'Oman en 2013-2014 - Riffa Club Champion du Bahreïn en 2013-2014 | - Al Sadd SC Vainqueur de la coupe du Qatar 2014 - El Jaish SC 2e du Qatar en 2013-2014 - Qadsia Sporting Club Champion du Koweït en 2013-2014 - Al-Weehdat Champion de Jordanie en 2013-2014 - Al Nahda Champion d'Oman en 2013-2014 - Riffa Club Champion du Bahreïn en 2013-2014 | - Al Sadd SC Vainqueur de la coupe du Qatar 2014 - El Jaish SC 2e du Qatar en 2013-2014 - Qadsia Sporting Club Champion du Koweït en 2013-2014 - Al-Weehdat Champion de Jordanie en 2013-2014 - Al Nahda Champion d'Oman en 2013-2014 - Riffa Club Champion du Bahreïn en 2013-2014 | - Al Sadd SC Vainqueur de la coupe du Qatar 2014 - El Jaish SC 2e du Qatar en 2013-2014 - Qadsia Sporting Club Champion du Koweït en 2013-2014 - Al-Weehdat Champion de Jordanie en 2013-2014 - Al Nahda Champion d'Oman en 2013-2014 - Riffa Club Champion du Bahreïn en 2013-2014 | - Al Sadd SC Vainqueur de la coupe du Qatar 2014 - El Jaish SC 2e du Qatar en 2013-2014 - Qadsia Sporting Club Champion du Koweït en 2013-2014 - Al-Weehdat Champion de Jordanie en 2013-2014 - Al Nahda Champion d'Oman en 2013-2014 - Riffa Club Champion du Bahreïn en 2013-2014 | - Al Sadd SC Vainqueur de la coupe du Qatar 2014 - El Jaish SC 2e du Qatar en 2013-2014 - Qadsia Sporting Club Champion du Koweït en 2013-2014 - Al-Weehdat Champion de Jordanie en 2013-2014 - Al Nahda Champion d'Oman en 2013-2014 - Riffa Club Champion du Bahreïn en 2013-2014 | - Guangzhou R&F 3e de Chine en 2014 - Bangkok Glass 2e de Thaïlande en 2014 - Chonburi FC 3e de Thaïlande en 2014 - T&T Hanoi 2e du Viêt Nam en 2014 - Persib Maung Bandung Champion d'Indonésie en 2014 - Kitchee SC Champion de Hong Kong en 2013-2014 | - Guangzhou R&F 3e de Chine en 2014 - Bangkok Glass 2e de Thaïlande en 2014 - Chonburi FC 3e de Thaïlande en 2014 - T&T Hanoi 2e du Viêt Nam en 2014 - Persib Maung Bandung Champion d'Indonésie en 2014 - Kitchee SC Champion de Hong Kong en 2013-2014 | - Guangzhou R&F 3e de Chine en 2014 - Bangkok Glass 2e de Thaïlande en 2014 - Chonburi FC 3e de Thaïlande en 2014 - T&T Hanoi 2e du Viêt Nam en 2014 - Persib Maung Bandung Champion d'Indonésie en 2014 - Kitchee SC Champion de Hong Kong en 2013-2014 | - Guangzhou R&F 3e de Chine en 2014 - Bangkok Glass 2e de Thaïlande en 2014 - Chonburi FC 3e de Thaïlande en 2014 - T&T Hanoi 2e du Viêt Nam en 2014 - Persib Maung Bandung Champion d'Indonésie en 2014 - Kitchee SC Champion de Hong Kong en 2013-2014 | - Guangzhou R&F 3e de Chine en 2014 - Bangkok Glass 2e de Thaïlande en 2014 - Chonburi FC 3e de Thaïlande en 2014 - T&T Hanoi 2e du Viêt Nam en 2014 - Persib Maung Bandung Champion d'Indonésie en 2014 - Kitchee SC Champion de Hong Kong en 2013-2014 | - Guangzhou R&F 3e de Chine en 2014 - Bangkok Glass 2e de Thaïlande en 2014 - Chonburi FC 3e de Thaïlande en 2014 - T&T Hanoi 2e du Viêt Nam en 2014 - Persib Maung Bandung Champion d'Indonésie en 2014 - Kitchee SC Champion de Hong Kong en 2013-2014 | - Guangzhou R&F 3e de Chine en 2014 - Bangkok Glass 2e de Thaïlande en 2014 - Chonburi FC 3e de Thaïlande en 2014 - T&T Hanoi 2e du Viêt Nam en 2014 - Persib Maung Bandung Champion d'Indonésie en 2014 - Kitchee SC Champion de Hong Kong en 2013-2014 | - Guangzhou R&F 3e de Chine en 2014 - Bangkok Glass 2e de Thaïlande en 2014 - Chonburi FC 3e de Thaïlande en 2014 - T&T Hanoi 2e du Viêt Nam en 2014 - Persib Maung Bandung Champion d'Indonésie en 2014 - Kitchee SC Champion de Hong Kong en 2013-2014 |
| Premier tour des barrages | | | | | | | | | | | | | | | |
| Aucun club | Aucun club | Aucun club | Aucun club | Aucun club | Aucun club | Aucun club | Aucun club | - Yadanarbon Champion de Birmanie en 2014 - Johor FC Champion de Malaisie en 2014 - Bengaluru Champion d'Inde en 2013-2014 - Warriors Football Club Champion de Singapour en 2014 | - Yadanarbon Champion de Birmanie en 2014 - Johor FC Champion de Malaisie en 2014 - Bengaluru Champion d'Inde en 2013-2014 - Warriors Football Club Champion de Singapour en 2014 | - Yadanarbon Champion de Birmanie en 2014 - Johor FC Champion de Malaisie en 2014 - Bengaluru Champion d'Inde en 2013-2014 - Warriors Football Club Champion de Singapour en 2014 | - Yadanarbon Champion de Birmanie en 2014 - Johor FC Champion de Malaisie en 2014 - Bengaluru Champion d'Inde en 2013-2014 - Warriors Football Club Champion de Singapour en 2014 | - Yadanarbon Champion de Birmanie en 2014 - Johor FC Champion de Malaisie en 2014 - Bengaluru Champion d'Inde en 2013-2014 - Warriors Football Club Champion de Singapour en 2014 | - Yadanarbon Champion de Birmanie en 2014 - Johor FC Champion de Malaisie en 2014 - Bengaluru Champion d'Inde en 2013-2014 - Warriors Football Club Champion de Singapour en 2014 | - Yadanarbon Champion de Birmanie en 2014 - Johor FC Champion de Malaisie en 2014 - Bengaluru Champion d'Inde en 2013-2014 - Warriors Football Club Champion de Singapour en 2014 | - Yadanarbon Champion de Birmanie en 2014 - Johor FC Champion de Malaisie en 2014 - Bengaluru Champion d'Inde en 2013-2014 - Warriors Football Club Champion de Singapour en 2014 |

## Calendrier
| Nom                                             | Tirage au sort  | Date aller                        | Date retour                   | Équipes participantes | Équipes restantes |
| Barrages                                        | Barrages        | Barrages                          | Barrages                      | Barrages              | Barrages          |
| ----------------------------------------------- | --------------- | --------------------------------- | ----------------------------- | --------------------- | ----------------- |
| Premier tour                                    |                 | 4 février                         | 4 février                     | 4                     | 2                 |
| Deuxième tour                                   |                 | 10 février                        | 10 février                    | 14                    | 7                 |
| Troisième tour                                  |                 | 17 février                        | 17 février                    | 16                    | 8                 |
| Phase de groupes                                |                 |                                   |                               |                       |                   |
| Journées 1 et 5 Journées 2 et 6 Journées 3 et 4 |                 | 24-25 février 3-4 mars 17-18 mars | 21-22 avril 5-6 mai 7-8 avril | 32                    | 32 à 16           |
| Phase finale                                    |                 |                                   |                               |                       |                   |
| Huitièmes de finale                             |                 | 19-20 mai                         | 26-27 mai                     | 16                    | 16 à 8            |
| Quarts de finale                                |                 | 25-26 août                        | 15-16 septembre               | 8                     | 8 à 4             |
| Demi-finales                                    | 29-30 septembre | 20-21 octobre                     | 4                             | 4 à 2                 |                   |
| Finale                                          | 7 novembre      | 21 novembre                       | 2                             | 2 à 1                 |                   |

## Barrages
| Asie de l'Ouest | Asie de l'Ouest | Asie de l'Ouest | Asie de l'Ouest | Asie de l'Ouest | Asie de l'Ouest | Asie de l'Ouest | Asie de l'Ouest |
| Club            | Score           | Club            |                 |                 |                 |                 |                 |
| Deuxième tour   | Deuxième tour   | Deuxième tour   | Deuxième tour   | Deuxième tour   | Deuxième tour   | Deuxième tour   | Deuxième tour   |
| --------------- | --------------- | --------------- | --------------- | --------------- | --------------- | --------------- | --------------- |
| Qadsia SC       | 1 – 0           | Al-Weehdat      |                 |                 |                 |                 |                 |
| El Jaish SC     | 2 – 1           | Al Nahda Club   |                 |                 |                 |                 |                 |
| Al Sadd         | 0 – 0 11-10 tab | Riffa Club      |                 |                 |                 |                 |                 |
| Troisième tour  |                 |                 |                 |                 |                 |                 |                 |
| Al-Ahli SC      | 2 – 1 ap        | Qadsia SC       |                 |                 |                 |                 |                 |
| Naft Téhéran    | 1 – 0           | El Jaish SC     |                 |                 |                 |                 |                 |
| FC Bunyodkor    | 2 – 1           | Al-Jazira Club  |                 |                 |                 |                 |                 |
| Al-Wahda Club   | 4 – 4 4-5 tab   | Al Sadd         |                 |                 |                 |                 |                 |

| Asie de l'Est          | Asie de l'Est | Asie de l'Est        | Asie de l'Est | Asie de l'Est | Asie de l'Est | Asie de l'Est | Asie de l'Est |
| Club                   | Score         | Club                 |               |               |               |               |               |
| Premier tour           | Premier tour  | Premier tour         | Premier tour  | Premier tour  | Premier tour  | Premier tour  | Premier tour  |
| ---------------------- | ------------- | -------------------- | ------------- | ------------- | ------------- | ------------- | ------------- |
| Yadanarbon FC          | 1 – 1 5-6 tab | Warriors FC          |               |               |               |               |               |
| Johor Darul Ta'zim     | 2 – 1 ap      | Bengaluru FC         |               |               |               |               |               |
| Deuxième tour          |               |                      |               |               |               |               |               |
| T&T Hanoi              | 4 – 0         | Persib Maung Bandung |               |               |               |               |               |
| Chonburi FC            | 4 – 1         | Kitchee SC           |               |               |               |               |               |
| Guangzhou R&F          | 3 – 0         | Warriors FC          |               |               |               |               |               |
| Bangkok Glass          | 3 – 0         | Johor Darul Ta'zim   |               |               |               |               |               |
| Troisième tour         |               |                      |               |               |               |               |               |
| FC Séoul               | 7 – 0         | T&T Hanoi            |               |               |               |               |               |
| Kashiwa Reysol         | 3 – 2 ap      | Chonburi FC          |               |               |               |               |               |
| Central Coast Mariners | 1 – 3         | Guangzhou R&F        |               |               |               |               |               |
| Beijing Guoan          | 3 – 0         | Bangkok Glass        |               |               |               |               |               |

## Phase de groupes
Légende des classements
- Qualifié pour les huitièmes de finale

Légende des résultats
- Victoire à domicile
- Match nul
- Victoire à l'extérieur

### Groupe A
| Rang | Équipe             | Pts | J | G | N | P | Bp | Bc | Diff |  | Résultats (▼ dom., ► ext.) |     |     |     |     |
| ---- | ------------------ | --- | - | - | - | - | -- | -- | ---- |  | -------------------------- | --- | --- | --- | --- |
| 1    | Lekhwiya           | 13  | 6 | 4 | 1 | 1 | 9  | 5  | +4   |  | Lekhwiya                   |     | 3-0 | 1-1 | 1-0 |
| 2    | Persépolis Téhéran | 12  | 6 | 4 | 0 | 2 | 7  | 7  | 0    |  | Persépolis Téhéran         | 3-0 |     | 1-0 | 2-1 |
| 3    | Al Nasr Riyad      | 8   | 6 | 2 | 2 | 2 | 7  | 6  | +1   |  | Al Nasr Riyad              | 1-3 | 3-0 |     | 1-1 |
| 4    | Bunyodkor          | 1   | 6 | 0 | 1 | 5 | 2  | 7  | -5   |  | Bunyodkor                  | 0-1 | 0-1 | 0-1 |     |

### Groupe B
| Rang | Équipe             | Pts | J | G | N | P | Bp | Bc | Diff |  | Résultats (▼ dom., ► ext.) |     |     |     |     |
| ---- | ------------------ | --- | - | - | - | - | -- | -- | ---- |  | -------------------------- | --- | --- | --- | --- |
| 1    | Al Ain Club        | 12  | 6 | 3 | 3 | 0 | 7  | 2  | +5   |  | Al Ain Club                |     | 3-0 | 1-1 | 0-0 |
| 2    | Naft Téhéran       | 8   | 6 | 2 | 2 | 2 | 8  | 8  | 0    |  | Naft Téhéran               | 1-1 |     | 1-1 | 2-1 |
| 3    | Pakhtakor Tachkent | 6   | 6 | 1 | 3 | 2 | 6  | 8  | -2   |  | Pakhtakor Tachkent         | 0-1 | 2-1 |     | 0-2 |
| 4    | Al-Shabab Riyad    | 5   | 6 | 1 | 2 | 3 | 5  | 8  | -3   |  | Al-Shabab Riyad            | 0-1 | 0-3 | 2-2 |     |

### Groupe C
| Rang | Équipe             | Pts | J | G | N | P | Bp | Bc | Diff |  | Résultats (▼ dom., ► ext.) |     |     |     |     |
| ---- | ------------------ | --- | - | - | - | - | -- | -- | ---- |  | -------------------------- | --- | --- | --- | --- |
| 1    | Al-Hilal           | 13  | 6 | 4 | 1 | 1 | 9  | 4  | +5   |  | Al-Hilal                   |     | 2-1 | 2-0 | 3-1 |
| 2    | Al Sadd            | 10  | 6 | 3 | 1 | 2 | 9  | 9  | 0    |  | Al Sadd                    | 1-0 |     | 1-0 | 6-2 |
| 3    | Foolad Ahvaz       | 6   | 6 | 1 | 3 | 2 | 2  | 4  | -2   |  | Foolad Ahvaz               | 0-0 | 0-0 |     | 1-0 |
| 4    | Lokomotiv Tachkent | 4   | 6 | 1 | 1 | 4 | 10 | 13 | -3   |  | Lokomotiv Tachkent         | 1-2 | 5-0 | 1-1 |     |

### Groupe D
| Rang | Équipe        | Pts | J | G | N | P | Bp | Bc | Diff |  | Résultats (▼ dom., ► ext.) |     |     |     |     |
| ---- | ------------- | --- | - | - | - | - | -- | -- | ---- |  | -------------------------- | --- | --- | --- | --- |
| 1    | Al-Ahli SC    | 12  | 6 | 3 | 3 | 0 | 11 | 7  | +4   |  | Al-Ahli SC                 |     | 2-1 | 2-1 | 2-0 |
| 2    | Al-Ahli Dubaï | 8   | 6 | 2 | 2 | 2 | 8  | 8  | 0    |  | Al-Ahli Dubaï              | 3-3 |     | 0-0 | 3-2 |
| 3    | Nasaf Qarshi  | 8   | 6 | 2 | 2 | 2 | 5  | 5  | 0    |  | Nasaf Qarshi               | 0-0 | 0-1 |     | 2-1 |
| 4    | Tractor Sazi  | 4   | 6 | 1 | 1 | 4 | 7  | 11 | -4   |  | Tractor Sazi               | 2-2 | 1-0 | 1-2 |     |

### Groupe E
| Rang | Équipe                  | Pts | J | G | N | P | Bp | Bc | Diff |  | Résultats (▼ dom., ► ext.) |     |     |     |     |
| ---- | ----------------------- | --- | - | - | - | - | -- | -- | ---- |  | -------------------------- | --- | --- | --- | --- |
| 1    | Kashiwa Reysol          | 11  | 6 | 3 | 2 | 1 | 14 | 9  | +5   |  | Kashiwa Reysol             |     | 3-2 | 2-1 | 5-1 |
| 2    | Jeonbuk Hyundai Motors  | 11  | 6 | 3 | 2 | 1 | 14 | 6  | +8   |  | Jeonbuk Hyundai Motors     | 0-0 |     | 4-1 | 3-0 |
| 3    | Shandong Luneng Taishan | 7   | 6 | 2 | 1 | 3 | 13 | 17 | -4   |  | Shandong Luneng Taishan    | 4-4 | 1-4 |     | 3-1 |
| 4    | Becamex                 | 4   | 6 | 1 | 1 | 6 | 4  | 15 | -11  |  | Becamex                    | 1-0 | 1-1 | 2-3 |     |

### Groupe F
| Rang | Équipe         | Pts | J | G | N | P | Bp | Bc | Diff |  | Résultats (▼ dom., ► ext.) |     |     |     |     |
| ---- | -------------- | --- | - | - | - | - | -- | -- | ---- |  | -------------------------- | --- | --- | --- | --- |
| 1    | Gamba Osaka    | 10  | 6 | 3 | 1 | 2 | 10 | 7  | +3   |  | Gamba Osaka                |     | 2-1 | 1-1 | 0-2 |
| 2    | Seongnam FC    | 10  | 6 | 3 | 1 | 2 | 12 | 7  | +5   |  | Seongnam FC                | 2-0 |     | 2-1 | 0-0 |
| 3    | Buriram United | 10  | 6 | 3 | 1 | 2 | 12 | 7  | +5   |  | Buriram United             | 1-2 | 2-1 |     | 5-0 |
| 4    | Guangzhou R&F  | 4   | 6 | 1 | 1 | 4 | 3  | 13 | -10  |  | Guangzhou R&F              | 0-5 | 0-1 | 1-2 |     |

### Groupe G
| Rang | Équipe                  | Pts | J | G | N | P | Bp | Bc | Diff |  | Résultats (▼ dom., ► ext.) |     |     |     |     |
| ---- | ----------------------- | --- | - | - | - | - | -- | -- | ---- |  | -------------------------- | --- | --- | --- | --- |
| 1    | Beijing Guoan           | 11  | 6 | 3 | 2 | 1 | 6  | 3  | +3   |  | Beijing Guoan              |     | 1-0 | 0-1 | 2-0 |
| 2    | Suwon Samsung Bluewings | 11  | 6 | 3 | 2 | 1 | 11 | 8  | +3   |  | Suwon Samsung Bluewings    | 1-1 |     | 3-1 | 2-1 |
| 3    | Brisbane Roar           | 7   | 6 | 2 | 1 | 3 | 7  | 9  | -2   |  | Brisbane Roar              | 0-1 | 3-3 |     | 1-2 |
| 4    | Urawa Red Diamonds      | 4   | 6 | 1 | 1 | 4 | 5  | 9  | -4   |  | Urawa Red Diamonds         | 1-1 | 1-2 | 0-1 |     |

### Groupe H
| Rang | Équipe                   | Pts | J | G | N | P | Bp | Bc | Diff |  | Résultats (▼ dom., ► ext.) |     |     |     |     |
| ---- | ------------------------ | --- | - | - | - | - | -- | -- | ---- |  | -------------------------- | --- | --- | --- | --- |
| 1    | Guangzhou Evergrande     | 10  | 6 | 3 | 1 | 2 | 9  | 9  | 0    |  | Guangzhou Evergrande       |     | 1-0 | 0-2 | 4-3 |
| 2    | FC Séoul                 | 9   | 6 | 2 | 3 | 1 | 5  | 4  | +1   |  | FC Séoul                   | 0-0 |     | 0-0 | 1-0 |
| 3    | Western Sydney Wanderers | 8   | 6 | 2 | 2 | 2 | 9  | 7  | +2   |  | Western Sydney Wanderers   | 2-3 | 1-1 |     | 1-2 |
| 4    | Kashima Antlers          | 6   | 6 | 2 | 0 | 4 | 10 | 13 | -3   |  | Kashima Antlers            | 2-1 | 2-3 | 1-3 |     |

## Phase finale

### Huitièmes de finale
| Équipe                  | Aller           | Total           | Retour          | Équipe               |
| Asie de l'Ouest         | Asie de l'Ouest | Asie de l'Ouest | Asie de l'Ouest | Asie de l'Ouest      |
| ----------------------- | --------------- | --------------- | --------------- | -------------------- |
| Al Sadd SC              | 1 – 2           | 3 – 4           | 2 – 2           | Lekhwiya SC          |
| Persépolis Téhéran      | 1 – 0           | 1 – 3           | 0 – 3           | Al-Hilal FC          |
| Al-Ahli Dubaï           | 0 – 0           | 3E – 3          | 3 – 3           | Al Ain Club          |
| Naft Téhéran            | 1 – 0           | 2E – 2          | 1 – 2           | Al-Ahli SC           |
| Asie de l'Est           |                 |                 |                 |                      |
| Suwon Samsung Bluewings | 2 – 3           | 4 – 4E          | 2 – 1           | Kashiwa Reysol       |
| Jeonbuk Hyundai Motors  | 1 – 1           | 2 – 1           | 1 – 0           | Beijing Guoan        |
| FC Séoul                | 1 – 3           | 3 – 6           | 2 – 3           | Gamba Osaka          |
| Seongnam FC             | 2 – 1           | 2 – 3           | 0 – 2           | Guangzhou Evergrande |

### Quarts de finale
| Équipe                 | Aller           | Total           | Retour          | Équipe               |
| Asie de l'Ouest        | Asie de l'Ouest | Asie de l'Ouest | Asie de l'Ouest | Asie de l'Ouest      |
| ---------------------- | --------------- | --------------- | --------------- | -------------------- |
| Al-Hilal               | 4 – 1           | 6 – 3           | 2 – 2           | Lekhwiya SC          |
| Naft Téhéran           | 0 – 1           | 1 – 3           | 1 – 2           | Al-Ahli Dubaï        |
| Asie de l'Est          |                 |                 |                 |                      |
| Kashiwa Reysol         | 1 – 3           | 2 – 4           | 1 – 1           | Guangzhou Evergrande |
| Jeonbuk Hyundai Motors | 0 – 0           | 2 – 3           | 2 – 3           | Gamba Osaka          |

### Demi-finales
| Équipe               | Aller           | Total           | Retour          | Équipe          |
| Asie de l'Ouest      | Asie de l'Ouest | Asie de l'Ouest | Asie de l'Ouest | Asie de l'Ouest |
| -------------------- | --------------- | --------------- | --------------- | --------------- |
| Al-Hilal             | 1 – 1           | 3 – 4           | 2 – 3           | Al-Ahli Dubaï   |
| Asie de l'Est        |                 |                 |                 |                 |
| Guangzhou Evergrande | 2 – 1           | 2 – 1           | 0 – 0           | Gamba Osaka     |

### Finale
| 7 novembre 2015 | Al-Ahli Dubaï | 0 - 0 | Guangzhou Evergrande | Stade Al-Rashid, Dubaï                         |                                                |
| 19:45           |               |       |                      | Spectateurs : 9 480 Arbitrage : Kim Jong-hyeok | Spectateurs : 9 480 Arbitrage : Kim Jong-hyeok |
| 19:45           | (Rapport)     |       |                      | Spectateurs : 9 480 Arbitrage : Kim Jong-hyeok | Spectateurs : 9 480 Arbitrage : Kim Jong-hyeok |

| 21 novembre 2015 | Guangzhou Evergrande | 1 - 0 | Al-Ahli Dubaï | Stade Tianhe, Guangzhou                          |                                                  |
| 20:00            | Elkeson 54e          |       |               | Spectateurs : 42 499 Arbitrage : Ravshan Irmatov | Spectateurs : 42 499 Arbitrage : Ravshan Irmatov |
| 20:00            | (Rapport)            |       |               | Spectateurs : 42 499 Arbitrage : Ravshan Irmatov | Spectateurs : 42 499 Arbitrage : Ravshan Irmatov |

| Ligue des champions de l'AFC Vainqueur 2015 |
| ------------------------------------------- |
| Drapeau de la République populaire de Chine |
| Guangzhou Evergrande Second titre           |